# Hiroto Satō
Hiroto Satō (jap. 佐藤 大翔, Satō Hiroto; * 15. November 1993 in Kushiro, Hokkaidō) ist ein japanischer Eishockeyspieler, der seit 2014 bei den Nikko Icebucks aus der Asia League Ice Hockey unter Vertrag steht.

## Karriere
Hiroto Satō begann mit dem Eishockey auf der Universität Tokio, wo er drei Jahre für das Hochschulteam spielte. 2014 wechselte er zu den Nikko Icebucks, für die er seither in der Asia League Ice Hockey spielt.

### International
Für Japan nahm Satō im Juniorenbereich zunächst am U20-IIHF Challenge Cup of Asia 2012 teil, bei dem er mit dem japanischen Nachwuchs die Silbermedaille hinter den russischen MHL Red Stars belegte. Im Folgejahr spielte er bei der U20-Weltmeisterschaft 2013 in der Division II, bei der er zum besten Verteidiger gewählt wurde.
Für das japanische Herren-Team spielte er erstmals bei den Winter-Asienspielen 2017, als er mit seiner Mannschaft hinter Kasachstan und Südkorea die Bronzemedaille gewann. Im selben Jahr spielte er auch erstmals bei den Weltmeisterschaften in der Division I. Auch 2018, als er gemeinsam mit den Litauern Daniel Bogdziul, Povilas Verenis und Arnoldas Bosas zweitbester Scorer hinter seinem Landsmann Ryō Hashimoto wurde, 2019 und 2023, als er die beste Plus/Minus-Bilanz des Turniers aufwies, spielte er in der Division I. Zudem nahm er an der Qualifikation für die Olympischen Winterspiele 2022 in Peking teil.

## Erfolge und Auszeichnungen
- 2012 Silbermedaille bei dem IIHF Challenge Cup of Asia der U20-Junioren 2012
- 2013 Aufstieg in die Division I, Gruppe B, bei der U20-Weltmeisterschaft der Division II, Gruppe A
- 2013 Bester Verteidiger bei U20-Weltmeisterschaft der Division II, Gruppe A
- 2017 Bronzemedaille bei den Winter-Asienspielen
- 2023 Aufstieg in die Division I, Gruppe A, bei der Weltmeisterschaft der Division I, Gruppe B
- 2023 Beste Plus/Minus-Bilanz bei der Weltmeisterschaft der Division I, Gruppe B

## Asia-League-Statistik
(Stand: Ende der Saison 2022/23)